# Étoy
Etoy [ɛtwa] est une commune suisse du canton de Vaud, située dans le district de Morges.

## Géographie
Le territoire d'Etoy s'étend sur 4,91 km2. Lors du relevé de 2013-2018, les surfaces d'habitations et d'infrastructures représentaient 31,1 % de sa superficie, les surfaces agricoles 61,6 % et les surfaces boisées 6,9 %.
| Lavigny         | Villars-sous-Yens |            |
| Aubonne Allaman | Etoy              | Saint-Prex |
|                 | Buchillon         |            |

## Toponymie
Le nom de la commune, qui se prononce [ɛtwa], dérive probablement l’ancien français estui, qui désigne un lieu où on range quelque chose.
Sa première occurrence écrite date de 1145-1159, sous la forme de Stuie.
La commune se nomme Etiai ou Ètyè en patois vaudois.

## Histoire
Le prieuré d'Etoy est mentionné pour la première fois dans la documentation au début du XIIe siècle et il relève de l'abbaye du Grand-Saint-Bernard (Mont-Joux). Sa fondation pourrait être antérieure, car la paroisse est desservie par un aumônier du Grand-Saint-Bernard dès le milieu du IXe siècle. 
Selon Louis Charrière (1870), le prieuré pourrait être une fondation de la famille d'Aubonne. Son hypothèse repose sur le fait que les membres de cette famille ont détenue la garde et l'avouerie du prieuré, mais aussi parce que l'église d'Aubonne relevait de ce même prieuré. Le chanoine Francey (1910), auteur d'un article sur le prieuré, débute son étude avec l'hypothèse de Charrière, tout en proposant que cette fondation pourrait être attribuée aux seigneurs de Hauteville.
Le village n'est mentionné qu'en 1215.
Au XVIe siècle, le prieuré est placé sous le gouvernement direct du prévôt du Mont-Joux.
Au tout début du XVIIIe siècle, Etoy appartient au nouveau bailliage d'Aubonne (1701) et possède deux cours de justice, l'une relevant de Berne, la seconde du prieuré,.

## Population et société

### Gentilé et surnom
Les habitants de la commune se nomment les Étierruz.
Ils sont surnommés les Écureuils (lè z'Etiâiru en patois vaudois).

### Démographie

#### Évolution de la population
Étoy compte 2 913 habitants au 31 décembre 2023 pour une densité de population de 593 hab/km2. Sur la période 2010-2023, sa population a augmenté de 2,9 % (canton : 18,6 % ; Suisse : 9,4 %).  

#### Pyramide des âges
En 2023, le taux de personnes de moins de 30 ans s'élève à 32,9 %, au-dessous de la valeur cantonale (34,6 %). Le taux de personnes de plus de 60 ans est quant à lui de 23,1 %, alors qu'il est de 22,5 % au niveau cantonal.
La même année, la commune compte 1 434 hommes pour 1 479 femmes, soit un taux de 49,2 % d'hommes, supérieur à celui du canton (49,1 %).
| Hommes | Classe d’âge | Femmes |
| ------ | ------------ | ------ |
| 0,6    | 90 ans ou +  | 2,1    |
| 7,0    | 75 à 89 ans  | 8,7    |
| 13,3   | 60 à 74 ans  | 14,5   |
| 26,6   | 45 à 59 ans  | 27,4   |
| 17,3   | 30 à 44 ans  | 16,8   |
| 21,1   | 15 à 29 ans  | 17,3   |
| 14,1   | - de 14 ans  | 13,3   |

| Hommes | Classe d’âge | Femmes |
| ------ | ------------ | ------ |
| 0,6    | 90 ans ou +  | 1,4    |
| 6,5    | 75 à 89 ans  | 8,7    |
| 13,5   | 60 à 74 ans  | 14,3   |
| 20,9   | 45 à 59 ans  | 20,9   |
| 22,3   | 30 à 44 ans  | 21,7   |
| 19,6   | 15 à 29 ans  | 17,7   |
| 16,6   | - de 14 ans  | 15,3   |

## Entreprises
La commune abrite depuis 2009 l'un des deux sièges mondiaux de Chiquita Brands International.

## Monuments
La commune compte un château du XIIIe siècle sur son territoire.